# Лексема (лингвистика)
Лексе́ма (от др.-греч. λέξις — слово, выражение, оборот речи) в лингвистике — единица языка, являющаяся единицей словарного состава языка, представляющая собой совокупность  всех парадигматических форм (словоформ) одного слова в одном из его лексических значений.  Например, словарь, словарём, словарю — это формы одной и той же лексемы, по соглашению пишущейся как СЛОВАРЬ.
В ряде концепций в лексему включаются разные смысловые варианты слова, зависящие от контекста, в котором оно употребляется (например, соль в смысле названия вещества и в значении того, что придает остроту или интерес какому-либо высказыванию, мысли).
Устаревшее значение лексемы — это группа ассоциированных слов. Сейчас в данном значении используют термин семантическое поле.
Лексема —  важнейшее понятие морфологии: многие другие понятия этого раздела лингвистики можно выразить через него. Например, различие между правилами словоизменения и словообразования можно описать следующим образом:
- Правила словоизменения определяют словоформы внутри одной лексемы.
- Правила словообразования преобразуют одни лексемы в другие.